# Гуляйполе (Черкасская область)
Гуляйпо́ле (укр. Гуляйполе) — село в Катеринопольском районе Черкасской области Украины.
Население по переписи 2001 года составляло 663 человека. Почтовый индекс — 20520. Телефонный код — 4742.

## Местный совет
20520, Черкасская обл., Катеринопольский р-н, c. Гуляйполе